# Jimmy Walker
Jimmy Walker (Oklahoma City, 16 januari 1979) is een Amerikaanse golfer die op de Amerikaanse PGA Tour speelt. 
Walker groeide in Oklahoma op en studeerde aan de Baylor University in Waco, Texas, waar hij college golf speelde voor de Baylor Bears.

## Professional
Walker werd in 2001 professional en speelde in 2003 en 2004 op de Nationwide Tour, wat tegenwoordig de Web.com Tour heet. In 2004 won hij daar twee toernooien en hij won de Order of Merit waardoor hij naar de PGA Tour promoveerde. Wegens blessures kon hij in 2005 maar een paar toernooien spelen. Seizoen 2006 was geen succes dus in 2007 speelde hij weer op de Nationwide Tour. Hij won de Pete Dye Classic en promoveerde aan het einde van het seizoen weer naar de PGA Tour. Eind 2008 moest hij weer naar de Tourschool, waar hij een tourkaart haalde voor 2009. Dat jaar had hij meer succes, hij behaalde voor het eerst twee top-10 plaatsen en eindigde numemr 125 op de FedEx Cup, net goed genoeg om zijn tourkaart te behouden.
Jimmy Walker bleek een laatbloeier te zijn. Hij was al 34 jaar toen hij eind januari 2013 in de top-100 van de wereldranglijst kwam. Hij speelde 187 toernooien op de PGA Tour voordat hij seizoen 2013-2014 drie overwinningen boekte. Daarna stond hij nummer 24 op de wereldranglijst (OWGR).
Toen Walker in februari 2014 de WGC - Matchplay speelde, stond hij aan de leiding van de FedEx Cup.

### Gewonnen
PGA Tour
| Nr | Finale     | Toernooi                          | Score           | Score | Info                 |
| -- | ---------- | --------------------------------- | --------------- | ----- | -------------------- |
| 1  | 13-10-2013 | Frys.com Open                     | 70-69-62-66=267 | -17   | Winnaar              |
| 2  | 12-01-2014 | Sony Open in Hawaii               | 66-67-67-63=263 | -17   | Laatste ronde van 63 |
| 3  | 09-02-2014 | AT&T Pebble Beach National Pro-Am | 66-69-67-74=276 | -11   |                      |
| 4  | 19-01-2015 | Sony Open in Hawaii               | 66-66-62-63=257 | -23   |                      |
| 5  | 29-03-2015 | Valero Texas Open                 | 71-67-69-70=277 | -11   |                      |

Nationwide Tour
| Nr | Finale     | Toernooi                                     | Score           | Score | Info      |
| -- | ---------- | -------------------------------------------- | --------------- | ----- | --------- |
| 1  | 08-02-2004 | BellSouth Panama Championship                | 65-69-70-69=273 | -7    | OWGR 353  |
| 2  | 28-03-2004 | Chitimacha Louisiana Open                    | 69-64-74-65=272 | -16   | OWGR T257 |
| 3  | 26-08-2007 | National Mining Association Pete Dye Classic | 68-70-68-67=273 | -15   | OWGR 414  |